# Enno Luis de Frisia Oriental
Enno Luis de Frisia Oriental (Aurich, 29 de octubre de 1632 - Aurich, 4 de abril de 1660) fue conde de Frisia Oriental y después de 1654, Fürst (príncipe). Era hijo del conde Ulrico II de Frisia Oriental y de Juliana de Hesse-Darmstadt.

## Biografía
Enno Luis creció en los Países Bajos, Francia y Suiza, y tuvo una educación costosa. A los 19 años fue nombrado Reichshofrat en la corte del emperador Fernando III de Habsburgo. Con esto, el emperador reconoció su madurez y habilidades de gobierno. Así pudo apartar a su madre, Juliana de Hesse-Darmstadt, y sus asesores del gobierno. En 1651, se convirtió en conde de Frisia Oriental. Rápidamente después de esto, juzgó y ejecutó al favorito y amante de su madre, el geheimrat Johann von Marenholz. Fue ejecutado en Wittmund el 21 de julio de 1651.
Intentó convertirse en Reichsfürst (príncipe imperial) y, con la ayuda del erudito frisón oriental Hermann Conring y 15.000 florines, logró este objetivo en 1654, aunque solo para él y sin un asiento en el Reichstag. Su hermano, Jorge Cristián, que lo sucedió, logró obtener el título hereditario. Estaba comprometido con Enriqueta Catalina de Nassau, pero finalmente se casó en 1656 con Sofía de Barby-Mühlingen. Con ella tuvo dos hijas, Juliana Luisa (1657-1715) y Sofía Guillermina (1659-1698), que se convirtió en la tercera esposa del duque Cristián Ulrico I de Wurtemberg-Oels. Murió en 1660, después de un accidente de caza. Como solo tenía hijas, fue sucedido por su hermano.